# Bencsik János (labdarúgóedző)
Bencsik János (Tótkomlós, 1933. február 14. – 1996. január 7.) magyar labdarúgó, edző.

## Pályafutása

### Labdarúgóként
Játszott az Orosházi Kinizsi, a Ferencváros, a Pécsi Dózsa, valamint a Dorogi Bányász csapatában is, huszonhárom mérkőzésen lépett pályára a magyar élvonalban.

### Edzőként
1972-ben három mérkőzés erejéig irányította az MTK csapatát, amely végül a tizenharmadik helyen végzett a tizenhat csapatos bajnokságban.